# Shirin Abdullaeva
Shirin Abdullaeva (en uzbeko: Ширин Абдуллаева; Namangán, Uzbekistán, 14 de diciembre de 2005 – Taskent, 15 de febrero de 2025) fue una cantante, actriz y modelo uzbeka reconocida por su talento artístico y su contribución al intercambio cultural internacional.

## Biografía
Nació en Namangán, Uzbekistán. Desde temprana edad mostró interés por la música y las artes escénicas, comenzando a cantar a los tres años y participando en el grupo infantil "Tantana".
En 2023, fue admitida en la Facultad de Ciencias Sociales de la Universidad Tsinghua en Pekín, China, donde se destacó como embajadora cultural de Uzbekistán.
El 15 de febrero de 2025, a los 19 años, falleció en Taskent debido a una encefalitis.

## Carrera

### Música
Abdullaeva ganó notoriedad en la escena musical uzbeka con canciones como "Luli", "Metro" y "Bezori". Participó en competencias nacionales e internacionales, obteniendo premios en festivales en España y Rusia.

### Cine y televisión
Incursionó en la actuación en producciones como:
- Qismat bitigi (serie de televisión uzbeka)
- Merosxo‘r (coproducción cinematográfica entre Uzbekistán y China)
- Mister Nokaut (película rusa dirigida por Artyom Mikhalkov)[5]

## Reconocimientos
A lo largo de su carrera, Shirin Abdullaeva recibió varios premios y distinciones por su contribución a las artes y su impacto en la cultura de Uzbekistán y en la escena internacional.

### Principales premios
- Premio Estatal Zulfiya (2023): Recibido por sus logros en las artes, otorgado por el presidente de la República de Uzbekistán.[6][7]
- Gran Premio del Festival Sea Sun (2022): Obtenido en el Festival Internacional de Arte y Cultura Sea Sun en Lloret de Mar, España,[8]
- Gran Premio del Festival Internacional de Arte de Sochi (2021): Ganó seis primeros lugares y un Gran Premio en este prestigioso festival celebrado en Rusia.[9]
- Premio a la Mejor Artista Emergente en el Festival Internacional de Música de Tashkent (2023).
- Premio al Mejor Sencillo en los Premios de la Música Uzbeka (2024) por su canción "Bezori".

### Otros reconocimientos
- Premio de la Juventud de la República de Uzbekistán (2022) por su contribución al desarrollo cultural.
- Medalla al Mérito Artístico (2024), otorgada por el Ministerio de Cultura de Uzbekistán, en reconocimiento a su labor en la promoción de la música tradicional uzbeka a nivel global.

## Fundación
En honor a la memoria de Shirin Abdullaeva, tras su trágica y prematura muerte, se creó la Beca Shirin Abdullaeva en la Universidad Tsinghua. Esta beca fue establecida por su familia, en particular su padre Bahodir Abdullaev y su hermana Tojimirzaeva Gukbakhor, con el apoyo de la Fundación Educativa de la Universidad Tsinghua. El objetivo de la beca es apoyar a estudiantes en situación económica difícil pero con un rendimiento académico sobresaliente, promoviendo su desarrollo integral en el ámbito del diálogo intercultural y la práctica social.
La beca fue lanzada oficialmente el 10 de abril de 2025. Está dirigida a estudiantes de la Facultad de Ciencias Sociales de la Universidad Tsinghua, con el fin de fomentar el entendimiento internacional y el crecimiento personal en un contexto multicultural.